# Janos
Janos è un comune del Messico, situato nello stato di Chihuahua.